# 신도 에이이치
신도 에이이치(進藤 榮一, 1939년 8월 6일 ~ )는 일본의 정치학자이다. 쓰쿠바대학 명예교수. '국제아시아공동체학회' 대표. 전문 분야는 미국 외교, 국제정치경제학, 아시아지역 통합.

## 약력
일본 홋카이도 오비히로시 출신. 1963년 교토대학교 법학부 졸업. 1976년 박사. 쓰쿠바대학 교수. 와세다대학교 아시아연구기구 객원교수. 일본신기술촉진기구 회장. 
1979년 미국에서 일본에 돌아간 직후 오키나와 분할에 관한 쇼와 천황의 메시지 전문을 발굴 게재한 논문 '분할된 영토(分割された領土)'를 잡지 세카이지 1979년 4월호에 실어 파문을 일으켰다. 이후 소련 위협론 비판, 평화론 분쟁, 핵군축론 등 독자적인 정책 이론을 속속 발표한 일본의 대표적 학자이다. 홋카이도 오비히로시 출생.홋카이도 오비히로 카시와바 고등학교를 거치고, 1963년 교토대 대학 법학부 졸업.1965년 교토대 법학연구과 석사과정, 1968년  박사과정 학점 취득. 1969년 풀브라이트급비 유학생으로서 미국 존스홉킨스 대학 고등 국제 관계 대학원(SAIS) 박사 과정 진학, 1970년 프린스턴 대학 연구원, 1971년 가고시마 대학 법문학부 강사·조교수, 1974년 쓰쿠바 대학 강사, 도쿄 외국어 대학 강사, 1975년 쓰쿠바 대학 대학원 지역 연구과 조교수, 1976년 사회과학계 조교수, 교수, 학계장 hTARA 프로젝트장을 역임.2003년 퇴관, 에도가와 대학 사회학부 교수, 2008년 와세다 대학 아시아 연구 기구 객원 교수를 거쳐 현재, 츠쿠바 대학 대학원 명예 교수.
프린스턴 대학교 역사학부, 하버드 대학교 미국사연구소, 윌슨국제학술센터, 미국평화연구소, 존스홉킨스 대학교 대학원에서 펠로, 교토대 경제연구소, 도쿄대 동아시아연구소, 나고야대 법학부, 가나자와대 법문학, 오스틴 칼리지, 사이먼 프레이저 대학원, 멕시코대학원대, 홍콩중문대에서 객원교수. 싱가포르국립대, 연세대, 코펜하겐대, 옥스퍼드대 시니어 펠로. 1976년, 법학 박사(쿄토 대학)의 학위를 취득. 국제문제연구협회 공동대표 동아시아공동체평의회 부의장, 일본 신기술촉진기구 회장, 일본 국제포럼 참여·정책위원, 국제아시아공동체학회대(ISAC) 설립표. 회장, 공익신탁 야스다 일본식 아시아청소년교류기금 감사, 일반재단법인 유엔DEVNET·JAPAN 평의원, 일반사단법인 아시아연합대학원기구(GAIA) 이사장, 일대일로 일본연구센터 대표.

## 저작
- 『現代アメリカ外交序説――ウッドロウ・ウィルソンと国際秩序』（소분샤, 1974년）
- 『現代紛争の構造――非極モデルの構築のために』（이와나미 쇼텐, 1987년）
- 『分割された領土――もうひとつの戦後史』（이와나미 쇼텐, 2002년)